# Rougemontot
Rougemontot település Franciaországban, Doubs megyében. Lakosainak száma 89 fő (2022. január 1.). Rougemontot La Bretenière, Battenans-les-Mines, Cendrey, Val-de-Roulans és Villers-Grélot községekkel határos.

## Népesség
A település népessége az elmúlt években az alábbi módon változott:
| Lakosok száma | 54   | 67   | 67   | 93   | 89   | 93   | 95   | 92   | 91   | 89   |
|               | 1968 | 1982 | 1990 | 2006 | 2013 | 2015 | 2017 | 2019 | 2020 | 2022 |